# La felicità è una coperta calda, Charlie Brown
La felicità è una coperta calda, Charlie Brown (Happiness is a Warm Blanket, Charlie Brown) è un film d'animazione direct-to-video del 2011 diretto da Andy Beall e Frank Molieri. È il quarantacinquesimo speciale basato sui Peanuts di Charles M. Schulz. 
Il film è il primo della serie a essere stato realizzato senza il coinvolgimento di Bill Melendez e Lee Mendelson, e di conseguenza a non essere porodotto da Lee Mendelson Film e Bill Melendez Productions. È stato distribuito in DVD negli Stati Uniti il 29 marzo 2011 da Warner Home Video, e in seguito è stato trasmesso in Canada su Teletoon il 1º ottobre e negli Stati Uniti su Fox il 24 novembre dello stesso anno. 

## Trama
Linus viene criticato dagli altri bambini per portare sempre con sé la sua coperta, ma Linus li ignora, amandola lo stesso e insistendo a non lasciarla mai. Un giorno, Lucy informa Linus che loro nonna arriverà tra una settimana, e che se Linus non si libera della sua coperta, verrà fatta a pezzi dalla nonna.
Charlie Brown suggerisce a Linus di trovare un rimpiazzo per la coperta, che però non funziona. Lucy tenta vari stratagemmi per far sì che Linus lasci andare la sua coperta, come chiuderla nell'armadio, trasformarla in un aquilone e farla volare via, e seppellirla in giardino, ma i tentativi falliscono e Linus ne è sempre ossessionato.
Nel frattempo, Pig Pen viene criticato da Patty e Violet per la sua sporcizia, e Lucy non riesce ad attirare l'attenzione di Schroeder. Qualche giorno dopo, Snoopy trascina Linus e la sua coperta per il quartiere. Quando tutti i bambini (tranne Charlie Brown) criticano Linus per la sua debolezza, lui si sfoga facendo un monologo su come tutti abbiano bisogno di un po' di sicurezza, sottolineando le loro sicurezze che sono come la sua coperta (quella di Sally è Linus, quella di Schroeder è Beethoven, quella di Lucy è Schroeder e quella di Snoopy è l'ora di cena 24 ore al giorno). Successivamente, arriva la nonna e Linus la inganna dandole una salvietta al posto sua coperta. La storia si conclude con Linus che cerca di riprendersi la sua coperta dopo che Snoopy gliel'ha rubata, gridando "Augh!"

## Produzione
Il character design dei personaggi rispecchia lo stile dei Peanuts di fine anni cinquanta-inizio sessanta, e nel film compaiono solo personaggi di quel periodo, a eccezione di Woodstock, che fu introdotto nei tardi anni sessanta. Craig Schulz, il figlio dell'autore della striscia, ha detto che è stato utilizzato intenzionalmente uno stile di animazione simile a quello degli speciali televisivi degli anni sessanta. WildBrain Entertainment assunse lo studio coreano Yearim Productions per le animazioni. La maggior parte della sceneggiatura è tratta dalle strisce di Schulz (viene anche trasposta la prima striscia dei Peanuts durante un flashback di Charlie Brown), integrata con aggiunte di Stephan Pastis. Pastis ha avuto l'idea di incentrare la storia sulla coperta di Linus. Dopo la morte di Bill Melendez, Snoopy e Woodstock sono stati doppiati da Andy Beall, anche se per altri speciali successivi sono state utilizzate registrazioni d'archivio di Melendez. La colonna sonora è composta dal frontman dei Devo Mark Mothersbaugh.

## Distribuzione

### Edizione italiana
In Italia, il film è stato distribuito in streaming su Apple TV+ il 22 settembre 2023, come parte della serie I classici Peanuts. Il doppiaggio, eseguito da Dubbing Brothers Int. Italia, è stato diretto da Novella Marcucci su dialoghi di Maria Teresa Bonavolontà.

### Doppiaggio
| Personaggio    | Doppiatore originale | Doppiatore italiano |
| -------------- | -------------------- | ------------------- |
| Linus Van Pelt | Austin Lux           | Alberto Pilara      |
| Sally Brown    | Amanda Pace          | Matilde Ferraro     |
| Charlie Brown  | Trenton Rogers       | Arturo Sorino       |
| Schroeder      | Trenton Rogers       | Davide Doviziani    |
| Lucy Van Pelt  | Grace Rolek          | Sara Labidi         |
| Snoopy         | Andy Beall           | Andy Beall          |
| Pig Pen        | Shane Baumel         | Francesco Raffaeli  |
| Violet Gray    | Blesst Bowden        | Carolina Gusev      |
| Patty          | Ciara Bravo          | Francesca Mancin    |
| Shermy         | Andy Pessoa          | Alessio Aimone      |

## Riconoscimenti
2012 – Young Artist Award
- Best Performance in a Voice-Over Role - Young Actress a Grace Rolek